# Toni Velamazán
Toni Velamazán, nome completo Antonio Velamazán Tejedor (Barcellona, 22 gennaio 1977), è un ex calciatore spagnolo, di ruolo centrocampista.

## Palmarès

### Club
- Coppa di Spagna: 1

Espanyol: 1999-2000

### Nazionale
- Argento olimpico: 1

Sydney 2000